# Remedios Martínez Moreno
Remedios Martínez Moreno (Serón, Almería, 1903-1950) fue una pianista española, considerada una niña prodigio en su época.

## Biografía

### Formación
Remedios Martínez Moreno nació en una familia con tradición musical, hija de María Dolores Moreno y Enrique Martínez Martínez . Su padre era músico aficionado que tocaba de oído varios instrumentos, por lo que tenía en alta estima la educación musical y procuró que su hija que mostraba talento desde niña, la recibiera. Alternó la enseñanza primaria con sus estudios musicales en el  Conservatorio María Cristina de Málaga a los diez años y los prosiguió en Madrid en el Conservatorio Nacional de Música y Declamación, como alumna libre.
Consiguió la carrera de piano en dos años, como alumna de Pilar Fernández de la Mora. La prensa de la época consideraba que era una niña prodigio cuando llegó a Madrid en 1912, pues consiguió en su primer año de conservatorio madrileño obtener con sobresaliente, el segundo y tercer curso de solfeo y los tres primeros años de piano y en su segundo año, aprobó los cursos cuarto, quinto, sexto, séptimo y octavo de piano.

### Vida familiar
Perdió a sus padres en plena adolescencia durante el transcurso de la Primera Guerra Mundial, y tras este periodo siguió con sus estudios musicales y alcanzó el Premio Extraordinario de piano con diecisiete años. Poco después regresó a su pueblo natal, Serón, donde conoció a quien sería su esposo. Su suerte debía haber seguido los pasos de su maestra Pilar Fernández de la Mora, yéndose a estudiar a París para luego ingresar como profesora en el Conservatorio de Madrid, pero regresó a Almería donde contrajo matrimonio con el industrial José Rodríguez Pérez con quien tendría cinco hijos. Con una gran vocación musical y sin abandonar sus obligaciones familiares, consiguió el premio Barranco para piano en 1925, cuando estaba embarazada de siete meses de su segundo hijo. Un tercer hijo y su traslado a un cortijo rural la apartaron definitivamente de la carrera musical, aunque logró llevar hasta el cortijo y a lomos de una mula, su querido piano. Por ello siguió tocando el piano amenizando la vida familiar y las reuniones sociales celebradas en su casa y también tocando el órgano en la iglesia del pueblo por Navidad. Su hermano Leovigildo mantuvo su dedicación a la música de jazz recorriendo parte de Europa y Oriente Próximo.
La pianista falleció en enero de 1950 de neumonía.[cita requerida]

## Premios
- Premio Extraordinario de Piano Final de Carrera, 1920.
- Premio Barranco, 1925.